# United Provinces of Agra and Oudh

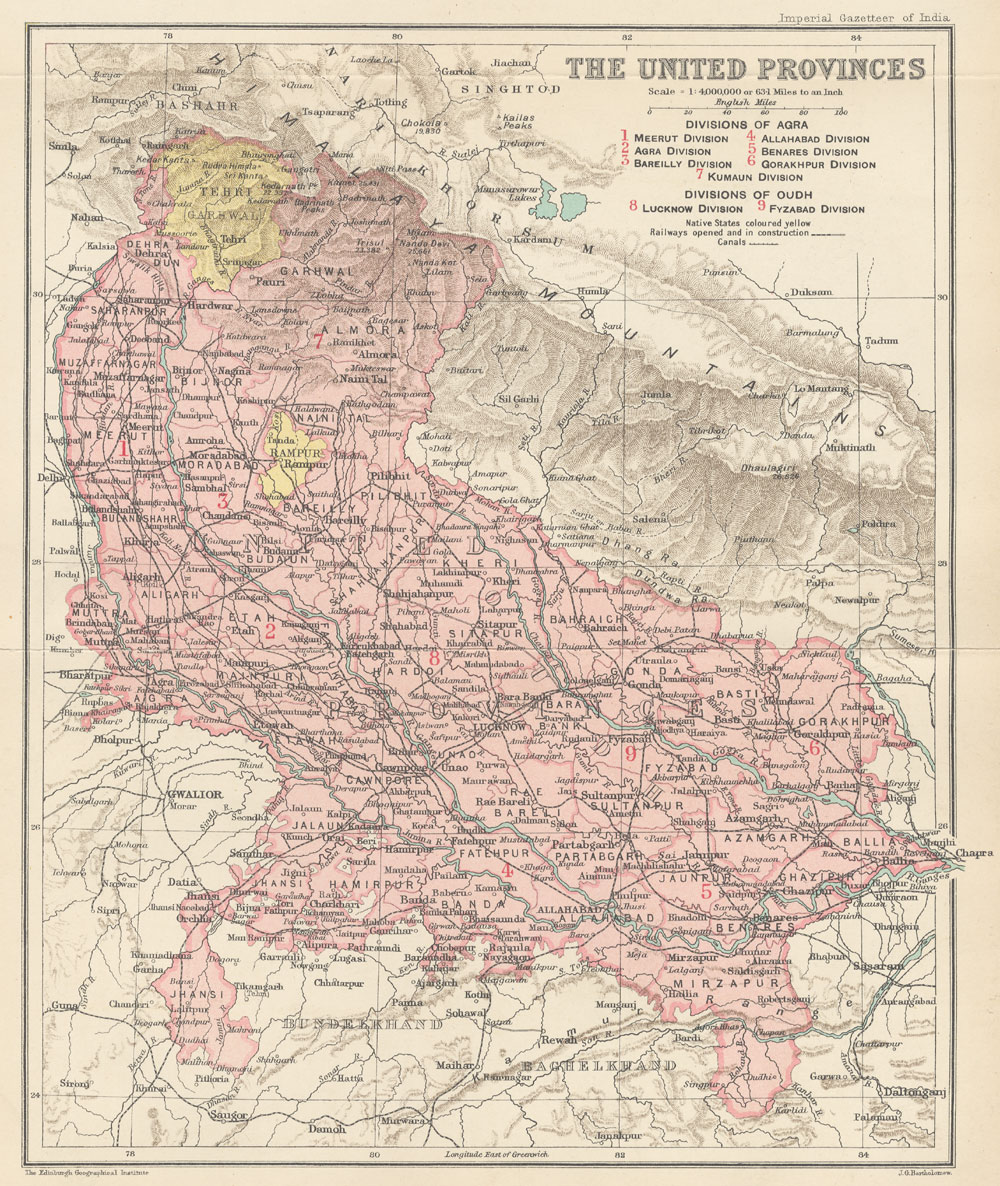
Karte der United Provinces of Agra and Oudh

Die United Provinces of Agra and Oudh waren eine Provinz von Britisch-Indien unter dem British Raj, welche unter diesem Namen von 1902 bis 1921 bestand, als die Provinz in United Provinces of British India umbenannt wurde. Der offizielle Name wurde durch den Government of India Act 1935 zu United Provinces (UP) verkürzt, unter dem die Provinz allgemein bekannt war und unter dem sie bis 1950 auch eine Provinz des unabhängigen Indiens war.
Sie entsprach in etwa den heutigen indischen Bundesstaaten Uttar Pradesh und Uttarakhand. Allahabad diente als Verwaltungssitz und Hauptstadt der Provinz. Zwei Jahre nach der Annexion des Staates Oudh (Avadh) im Jahr 1856, d. h. nach 1858 und bis 1902, hatte die Region als North-Western Provinces and Oudh existiert, wobei Oudh ein Chief Commissionership war.

## Geschichte
Im 18. Jahrhundert zerfiel das einst riesige Mogulreich aufgrund interner Uneinigkeit und der Expansion der Maratha aus dem Dekkan, der Briten aus Bengalen und der Paschtunen aus Afghanistan. In der Mitte des Jahrhunderts war das heutige Uttar Pradesh auf mehrere Staaten aufgeteilt: Oudh im Zentrum und im Osten, das von einem Nawab regiert wurde, der dem Mogulkaiser unterstand, aber de facto unabhängig war; Rohilkhand im Norden, das von Afghanen regiert wurde; die Marathas, die die Region Bundelkhand im Süden kontrollierten, und das Mogulreich, das den gesamten Doab (die Landzunge zwischen den Flüssen Ganges und Yamuna) sowie die Region Delhi kontrollierte.
Im Jahr 1765 trafen die vereinten Streitkräfte von Awadh und des Mogulreiches in der Schlacht von Buxar auf die Briten. Die Briten siegten, nahmen aber kein Gebiet ein; ganz Awadh wurde dem Nawab zurückgegeben, und der Mogulkaiser Shah Alam erhielt die Subahs von Allahabad und Kora im unteren Doab zurück, mit einer britischen Garnison im Fort von Allahabad. Generalgouverneur Warren Hastings vergrößerte später das Territorium von Awadh, indem er dem Nawab eine britische Armee lieh, um Rohilkhand im Rohilla-Krieg zu erobern, und indem er Allahabad und Kora mit der Begründung an Awadh abtrat, Shah Alam habe sich in die Gewalt der Marathas begeben. Zur gleichen Zeit erhielten die Briten die Provinz Benares von Awadh.
In der Folgezeit gab es keine großen Veränderungen bis zur Ankunft von Lord Wellesley (Generalgouverneur 1797–1805), während dessen Amtszeit die Britische Ostindien-Kompanie zweimalig einen großen Gebietszuwachs erzielte. In einem Vertrag vom 21. Februar 1798 hatte der Nawab von Avadh (anglisiert Oudh) sich verpflichtet, jährlich eine Million Pfund Sterling an die Kompanie zu zahlen. Im Gegenzug gab die Kompanie ein militärisches Schutzversprechen für Avadh ab und erkannte die regierende Dynastie als lokale Herrscher an. Diese enorme Summe war jedoch vom Nawab nicht aufzubringen und in einem zweiten Vertrag, der am 11. November 1801 in Lucknow abgeschlossen wurde, trat der Nawab mit Rohilkhand, dem unteren Doab und der Gorakhpur-Division etwa die Hälfte seines nominellen Herrschaftsgebiets an die Kompanie ab. Im Gegenzug wurden die jährlichen Zahlungen storniert, der Nawab erhielt ein erneutes Schutzversprechen und eine Garantie für sein verbliebenes Herrschaftsgebiet.
Im Jahr 1804 erhielten die Scindia als Ergebnis von Lord Lakes Siegen im Zweiten Marathenkrieg einen Teil von Bundelkhand und den Rest des Doab, einschließlich Agra und der Vormundschaft des alten und blinden Kaisers Shah Alam in Delhi. Im Jahr 1815 wurde nach dem Gurkha-Krieg die Kumaon-Division und 1817 ein weiterer Teil von Bundelkhand vom Maratha-Peshwa erworben. Diese Neuerwerbungen, die so genannten abgetretenen und eroberten Provinzen, wurden weiterhin vom Generalgouverneur als Teil der Präsidentschaft Bengalen verwaltet. Im Jahr 1833 wurde ein Parlamentsgesetz verabschiedet, das die Einrichtung einer neuen Präsidentschaft (Provinz) mit der Hauptstadt Agra vorsah. Dieser Plan wurde jedoch nie vollständig umgesetzt, und 1835 ermächtigte ein weiteres Gesetz die Ernennung eines Gouverneursleutnants für die North-Western Provinces, wie sie damals genannt wurden.
Zu den North-Western Provinces gehörten die Gebiete Delhi und Gurgaon, die später, nach dem Aufstand von 1857, an Punjab übertragen wurden, sowie (nach 1853) die Gebiete Saugor und Nerbudda, die 1861 Teil der Zentralprovinzen wurden. Awadh blieb unter seinem Nawab, der 1819 den Titel eines Königs annehmen durfte. Awadh wurde 1856 annektiert und bildete ein eigenes Oberkommissariat. Dann folgte der Aufstand von 1857, als alle Anzeichen britischer Herrschaft für eine gewisse Zeit im größten Teil der beiden Provinzen beseitigt wurden. Der Gouverneursleutnant starb, als er im Fort von Agra eingeschlossen war, und Oudh wurde erst nach mehreren Feldzügen in achtzehn Monaten zurückerobert.
Im Jahr 1877 wurden die Ämter des Gouverneursleutnants der North-Western Provinces und des Oberkommissars von Oudh in einer Person vereint; diese Formel war in der britischen kaiserlichen Verwaltung üblich. Als 1902 der neue Name United Provinces of Agra and Oudh eingeführt wurde, entfiel der Titel des Chief Commissioners, obwohl Oudh noch einige Merkmale seiner früheren Unabhängigkeit behielt. Im Jahr 1935 wurde der offizielle Name der Provinz auf United Provinces (UP) verkürzt.
Die United Provinces wurden 1947 zu einer Provinz des neuen unabhängigen Indiens. Nach der politischen Integration Indiens und dem Inkrafttreten der neuen indischen Verfassung am 26. Januar 1950 wurden drei ehemalige Fürstentümer, Rampur, Benares und Tehri Garhwal, hinzugefügt und die Provinz wurde in Uttar Pradesh umbenannt.

## Gliederung
Die Provinz war in die neun Divisionen Meerut, Agra, Rohilkhand, Allaht.abad, Benares, Gorakhpur, Kamaun, Lucknow und Faizalabad gegliedert. Unterhalb der Divisionen war die Provinz in 48 Distrikte untergliedert.